# 桐朋学園小学校
桐朋学園小学校（とうほうがくえんしょうがっこう、英: TOHO GAKUEN Primary School）は、東京都国立市中にある私立小学校。

## 概要
- 桐朋学園男子部門の一つである。桐朋小学校とは併設校に当たる。
- 男女共学であるが、女子児童は中学進学の際に、桐朋女子中学校・高等学校に進学できる。
- 「桐朋」の名称は、桐朋学園の前身母体である山水育英会が戦後解体の危機に陥った際、これを救った東京高等師範学校の校章「五三の桐」に由来し、同校との協力の関係「桐の朋（とも）」を意味する。

## 沿革
- 1940年 - 山下汽船株式会社社長山下亀三郎からの献金をもとに、山下育英会を組織。
- 1941年 - 山水高等女学校、山水中学校開校。
- 1947年 - 山水育英会を財団法人桐朋学園に改編。桐朋第一中学校発足。
- 1948年 - 桐朋第一中学校を桐朋中学校と改称。桐朋高等学校設置。
- 1958年 - 小学校を併設する。
- 2016年7月 - 桐朋学園男子部門創立75周年記念事業の一環として、新小学校本館を新築落成。

## 著名な出身者
- はいだしょうこ（うたのおねえさん）
- 柳澤紗希
- 節丸雅矛
- 村松道男
- 小野美由紀
- 岩附由香
- 中村佑子
- 藤井輝明
- 村上淳
- あさの☆ひかり

## 桐朋学園の構成
男子部
- 桐朋学園小学校 ※男女共学
- 桐朋中学校・高等学校

女子部
- 桐朋幼稚園 ※男女共学
- 桐朋小学校 ※男女共学
- 桐朋女子中学校・高等学校（普通科）
- 桐朋学園芸術短期大学 ※男女共学

音楽部
- 子供のための音楽教室
- 桐朋女子高等学校（音楽科）※男女共学
- 桐朋学園大学
- 桐朋学園大学院大学（富山市）
- 桐朋オーケストラ・アカデミー（富山市）